# Leonel López
Leonel López González (Zacoalco de Torres, 24 maggio 1994) è un calciatore messicano, centrocampista del The Strongest.

## Caratteristiche tecniche
È un centrocampista centrale.

## Carriera
Cresciuto nel settore giovanile del León, ha esordito in prima squadra il 25 luglio 2013 disputando l'incontro di Copa México vinto 3-0 contro il Dorados.